# کاساپولا
کاساپولا (به ایتالیایی: Casapulla) یک کومونه در ایتالیا است که در استان کسرتا واقع شده‌است.

## خصوصیات
کاساپولا ۲٫۹ کیلومترمربع مساحت و ۸٬۶۲۲ نفر جمعیت دارد.